# Higinio Ortúzar
Higinio Ortúzar Santamaría (Santiago del Cile, 10 gennaio 1915 – Getxo, 8 novembre 1982) è stato un calciatore e allenatore di calcio cileno naturalizzato spagnolo, di ruolo difensore.

## Carriera

### Club
Cileno di nascita ma naturalizzato spagnolo, cresce in società basche militanti in categorie minori. Viene quindi acquistato dell'Athletic Bilbao, con cui debutta in Primera División spagnola nella stagione 1939-1940, nella partita Athletic-Hércules (4-1) del 28 gennaio 1940.
Con i Rojiblancos  trascorre quattro stagioni, in cui colleziona 99 presenze e vince un campionato ed una Coppa del Re.
Nel 1943 passa al Valencia, dove rimane per quattro stagioni, vincendo altri due scudetti.
Conclude la carriera nel 1948, dopo un ultimo anno al Real Valladolid.

## Palmarès

### Giocatore

#### Competizioni nazionali
- Coppa di Spagna: 1

Athletic Bilbao: 1943
- Campionato spagnolo: 3

Athletic Bilbao: 1942-1943
Valencia: 1943-1944, 1946-1947